# Lluís Gallifa Grenzner
Lluís Gallifa i Grenzner (Mataró, el Maresme, 23 d'agost de 1889 - 12 de juliol de 1963) fou un arquitecte català, cap de bombers i professor d'Arts i Oficis.

## Biografia
Nasqué a Mataró, a la casa número 27 del Carreró. Instruït en l'ensenyament primari als Maristes de Sant Simó, estudià el batxillerat al Col·legi Valldemia i seguidament la carrera d'arquitectura a la Universitat de Barcelona. El 20 de desembre de 1915 obtingué el títol d'arquitecte. Amb data 28 de juny de 1916 entrà a l'Ajuntament de Mataró com a Arquitecte Municipal Suplent. Un any després fou nomenat Arquitecte Municipal Interí, i assolí el 1918, mitjançant concurs, el càrrec d'Arquitecte Municipal. També obtingué el mateix càrrec als municipis de La Roca del Vallès (1916), Argentona (1916), i de Vilassar de Dalt (1919). El 31 de desembre de 1918, rebé el nomenament de Vocal de la Comissió Econòmica de Presons.
Fins a la seva jubilació, l'octubre de 1959, prodigà tota mena d'esforços a favor de la ciutat amb la labor conjunta de l'Oficina Tècnica i de la Ponència de Foment, amb la col·laboració de l'Aparellador Lluís Ferrer, i dirigint la brigada d'Obres o formant part de diverses comissions. Foren 43 anys treballant per al municipi a les ordres de 20 alcaldes i dels respectius consistoris.
El 3 d'octubre de 1917 començà la seva tasca com a Professor Interí de l'Escola d'Arts i Oficis, i el 1918 accedí al lloc de Professor en Propietat juntament amb Ignasi Mayol i Rafael Estrany. L'assignatura impartida era “Tecnologia de la Construcció”, a través de la qual, i amb un sou simbòlic, treballà durant 42 anys en la instrucció de la major part de mestres d'obres i de paletes de l'època.

### L'arquitecte
Entre les seves obres com a Arquitecte Municipal, com a Arquitecte de la Caixa d'Estalvis de Mataró i com a particular, en destaquen:
El Mercat de la plaça de Cuba, el Velòdrom de Mataró, reconstrucció del Museu Municipal, estudi de l'estabilitat de la Basílica de Santa Maria, diversos Plans d'Urbanització i de Serveis de la ciutat, estudi de la volta de la Nau central de la Basílica de Santa Maria fet juntament amb Josep Puig i Cadafalch a qui unia una gran amistat i una bona col·laboració a part d'altres distingits mestres, reconstrucció de l'edifici central de la Caixa d'Estalvis de Mataró feta amb l'arquitecte Viladevall, edifici de la Biblioteca Popular (avui reformat) i Casa d'Infància de la mateixa Caixa, diversos xalets de la Ciutat Jardí i primer bloc de pisos que l'esmentada Caixa construí al peu de la Ronda, edificis “La Marítima” i “La Estrella” de les Cooperatives, primitiu Teatre Bosque que fou construït de nou amb el nom de Monumental Cinema (Avui Teatre Monumental), el Cine Serra (avui sala de Bingo), el teatre del Col·legi Salesians, els xalets de Can Llinàs i de Can Crespo (enderrocats), diversos xalets d'estil modernista i les Fonts Ballot d'Argentona, les cases Peradejordi i Fité de la Riera, el complex de La Farinera, edifici Mar-Grau de la Plaça Granollers, la casa Borràs i Massó (avui gimnàs), Can Colominas del carrer d'Argentona, Edifici Masriera a la plaça Xica, els panteons Rovira, Plans i Fontdevila al Cementiri de Mataró, Can Cabot, la Caserna de la Guàrdia Civil que fou compartida principalment amb l'arquitecte Emili Cabanyes, i l'Institut de Segona Ensenyança de la Plaça de Cuba amb la col·laboració de direcció de l'arquitecte M. Brullet, els 301 habitatges del Grup L'Esperança juntament amb l'arquitecte Martí Coll, diverses obres i modificacions al Forn del Vidre, a Casa Trujillo (avui restaurant a La Rambla), al Parc Central Municipal, a Can Balanzó d'Argentona, a la Indústria Clément Marot,... Cal destacar, entre els projectes, la Casa Quadras de la Via Laietana de Barcelona (premiat), una Escola Unitària a l'Antic Escorxador, la Cambra de la Propietat al carrer Bonaire, el grup Escolar “Camplans” amb l'arquitecte Ll. Ros i Costa i un convent per a Carmelites a Mataró amb l'arquitecte Viladevall. Durant el període 1936-1939, amb l'arquitecte Llorenç Ros, aconseguí desviar la intenció d'enderrocar Santa Maria i els Escolapis.

### Cap de Bombers
L'Ajuntament de la ciutat i la Mútua Mataronesa d'Assegurances contra Incendis li confiaren el càrrec de Cap dels Bombers Voluntaris de Mataró, el 1917, càrrec que es consolidà en guanyar el concurs de plaça d'Arquitecte Municipal el 1918. Com a Cap dels Bombers Voluntaris demostrà les seves qualitats humanes i el seu escrupolós compliment del deure. Durant el seu comandament assistí a prop de mil sinistres o peticions d'auxili, a dins i a fora de la ciutat amb el suport moral i material de la “Mútua”, a la qual pertanyia el Cos de Bombers. És obligatori recordar l'incendi als laboratoris Unitex el 2 de setembre de 1937 i el foc al teatre Monumental Cinema el 19 de juliol de 1946, per la seva espectacularitat i per la seva ubicació cèntrica. I que fou construït i reconstruït pel mateix arquitecte Gallifa.
Els serveis i auxilis suposaven, a voltes, una heroïcitat per part dels bombers, i del seu mateix Cap, el “Quefe”, que va estar a un pas de la mort en dues ocasions: l'esfondrament d'una casa al carrer de Sant Joan el 15 de març de 1949 i el sinistre succeït a la fàbrica Jorsa el 24 d'abril de 1953. Els riscs i els perills culminaren, el 1958, amb la mort dels bombers Madern i Clariana en un incendi d'una factoria de Tordera. El Cos procurà superar-se de forma constant, cosa que la ciutat i altres poblacions li reconegueren en diverses circumstàncies, i que culminà amb la concessió de la medalla d'or de la ciutat als bombers poc després de la mort del seu Cap, el 3 de juliol de 1967. La seva dinàmica tingué una repercussió material, humana i solidària. La institució mantenia contacte amb els altres cossos de bombers i amb la Creu Roja, creà l'Agrupació Cultural i Esportiva el 1951 i fou de les primeres d'Espanya a celebrar solemnement cada any la Festa del Bomber i a honorar el seu Patró, Sant Joan de Déu, arribant a ser una institució model.
El 1957 s'escaigué la brillant celebració del centenari del Cos de Bombers Voluntaris de Mataró, un dels més antics de l'Estat espanyol.

### La persona
Es va jubilar l'any 1959. Totes les entitats a què pertanyé l'homenatjaren aquell mateix any i l'any següent amb gran ressò dels mitjans de comunicació. Malauradament, tres anys després, el 12 de juliol de 1963, superada una operació quirúrgica i d'una forma inesperada, morí als 73 anys.
El 14 de gener de 1999 s'inaugurà un passatge a Mataró que porta el seu nom. El 15 de juliol de 2018 passà a ser una plaça.